# Шобан
Шоба́н (каз. Шобан) — упразднённое село в Джангельдинском районе Костанайской области Казахстана. Ликвидировано в 2009 году. Входило в состав Кызбельского аульного округа.

## Население
В 1999 году население села составляло 70 человек (30 мужчин и 40 женщин). По данным 2009 года, в селе не было постоянного населения.